# 克萨塔 (阿拉巴马州)
克萨塔（英文：Coosada），是美国阿拉巴马州下属的一座城市。面积约为7.08平方英里（约合18.33平方公里）。根据2010年美国人口普查，该市有人口1,224人，人口密度为172.95/平方英里（约合66.78/平方公里）。